# Trichoniscus orchidicola
Trichoniscus orchidicola är en kräftdjursart som beskrevs av Stanley B. Mulaik 1960. Trichoniscus orchidicola ingår i släktet Trichoniscus och familjen Trichoniscidae. Inga underarter finns listade i Catalogue of Life.